# Katharina de Bruyn
Katharina de Bruyn (* 24. April 1940 in Tegernsee; † 26. Februar 1993 in Traunstein) war eine deutsche Volksschauspielerin und Hörspielsprecherin. Sie verkörperte in ihren Rollen die schöne Bauerntochter oder die liebenswürdige Ehefrau.

## Leben
Die Tochter eines Dolmetschers niederländischer Abstammung wurde von Olf Fischer entdeckt und gefördert. Nach einem langjährigen Engagement an der Tegernseer Dengel-Bühne trat de Bruyn über 20 Jahre lang in zahlreichen Inszenierungen des Komödienstadels im Bayerischen Fernsehen auf, darunter die Stücke Der Ehestreik (1971) und Die drei Dorfheiligen (1973). Zudem war sie in mehreren Episoden von Königlich Bayerisches Amtsgericht und neben Walter Sedlmayr und Max Grießer in der Polizeiinspektion 1 zu sehen. Seit 1976 spielte sie Theater an der Kleinen Komödie in München.
Daneben arbeitete die Künstlerin auch für Fernsehproduktionen (Der Kommissar, Derrick, Der Alte, Rußige Zeiten) sowie umfangreich für den Hörfunk. So lieh sie ihre Stimme u. a. verschiedenen Figuren, vor allem Mutterrollen, in den Pumuckl-Hörspielen von Ellis Kaut. Schon in der Radioversion von Eder bekommt Besuch (1971) spielte sie Eders Schwester. Ebenso spielte sie in einer Folge der Fernsehserie „Meister Eder und sein Pumuckl“ mit und übernahm die Rolle der Frau Reiser, welche sie schon in den Hörspielen gesprochen hatte.
Die Schauspielerin starb an Brustkrebs. Sie ruht auf dem Friedhof in Bad Wiessee.

## Filmografie (Auswahl)
- 1968: Der Holledauer Schimmel
- 1968: Die fünfte Kolonne – Eine Million auf Nummernkonto
- 1969: Köpfchen in das Wasser, Schwänzchen in die Höh’
- 1969: Alarm
- 1970: Beiß mich, Liebling!
- 1970: Der Kommissar – Messer im Rücken
- 1970–1971: Königlich Bayerisches Amtsgericht
- 1971–1990: Der Komödienstadel:
  - 1971: Der Ehestreik
  - 1971: Josef Filser
  - 1971: Krach um Jolanthe
  - 1972: Mattheis bricht’s Eis
  - 1973: Die drei Dorfheiligen
  - 1973: Die kleine Welt
  - 1975: Thomas auf der Himmelsleiter
  - 1975: Der Bauerndiplomat
  - 1976: Herz am Spieß
  - 1977: Die Widerspenstigen
  - 1977: Graf Schorschi
  - 1978: Der ledige Hof
  - 1979: Der Geisterbräu
  - 1981: Spätlese oder Auch der Herbst hat schöne Tage
  - 1983: Heiratsfieber
  - 1984: Liebe und Blechschaden
  - 1984: Doppelte Moral
  - 1984: Der Senior
  - 1985: Politik und Führerschein
  - 1985: Der Onkel Pepi
  - 1985: Wenn der Hahn kräht
  - 1986: Der Nothelfer
  - 1986: Das Prämienkind
  - 1987: Der Doppelselbstmord
  - 1989: Der brave Sünder
  - 1990: Die hölzerne Jungfrau
- 1972: Pater Brown – Vaudreys Verschwinden (Fernsehserie)
- 1973: Zwischen den Flügen
- 1974: Der Kommissar – Ein Anteil am Leben
- 1978, 1988: Polizeiinspektion 1 (Fernsehserie, 2 Folgen)
- 1979: Der Bürgermeister
- 1981: Beim Bund (Fernsehserie)
- 1982: Der Jagerloisl
- 1982: Meister Eder und sein Pumuckl (Fernsehserie, Folge Das verkaufte Bett)
- 1984–1986: Derrick (Fernsehserie, 2 Folgen)
- 1985: Der Alte "Der Leibwächter" (Folge 95)